# بوگدانوویچ (شهر)
شهر بوگدانوویچ (به روسی: Богданович) در کشور روسیه و در اوبلاست سوردلوفسک واقع شده‌است.